# Linkhout
Linkhout (Linkert) is een dorp aan de Demer in de Belgische provincie Limburg en een deelgemeente van de gemeente Lummen, het was een zelfstandige gemeente tot aan de gemeentelijke herindeling van 1977.

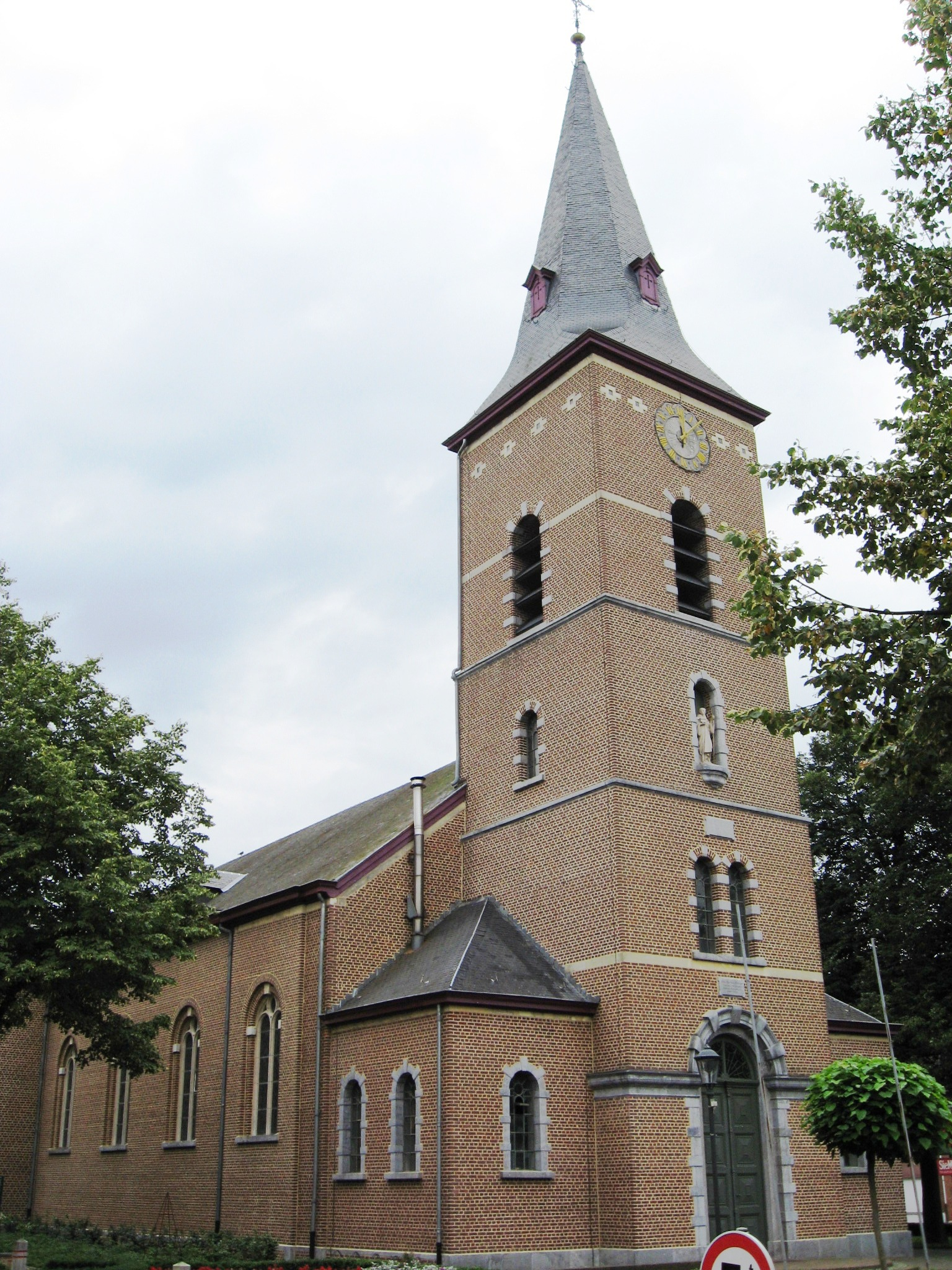
De Sint-Trudokerk

## Etymologie
Linkhout werd voor het eerst vermeld in 1108, als Lencholt, van het Germaanse lenchu (krom; of helling) en hulta (hout).

## Geschiedenis
Prehistorische vondsten werden in de omgeving van Linkhout gedaan.
Tot aan de Franse tijd was Linkhout een onderdeel van de baronie Lummen, samen met Koersel, Schulen en Stokrooie. De baronie Lummen stond tot in 1331 onder Loonse heerschappij doch vooral ook het Hertogdom Brabant had hier een grote invloed. Ook de Abdij van Sint-Truiden had hier bezittingen.
De parochie werd gesticht in 1178, waarvan het patronaatsrecht aan de Abdij van Sint-Truiden toekwam. De oorspronkelijke kerk stond sinds 741 op een heuvel of "donk" in het Schulensbroek, en deze was ook parochiekerk voor de inwoners van Donk. In 1199 brandde de kerk af, maar ze werd heropgebouwd en in 1612 werd een eiken communiebank geplaatst.  
Er moest echter een nieuwe kerk op een drogere plaats gebouwd worden omdat het broek regelmatig overstroomde. De inwoners van Donk bouwden in de 17de eeuw een nieuwe kerk meer naar het zuiden. De oude kerk werd afgebroken in 1750, hetzelfde jaar wanneer in Linkhout een nieuwe kerk werd gebouwd op de plaats van het huidige kerkhof. De huidige kerk werd in 1847 gebouwd, de toren dateert van 1902. De oude communiebank werd in 1965 omgebouwd tot altaar en is er nog steeds te zien.

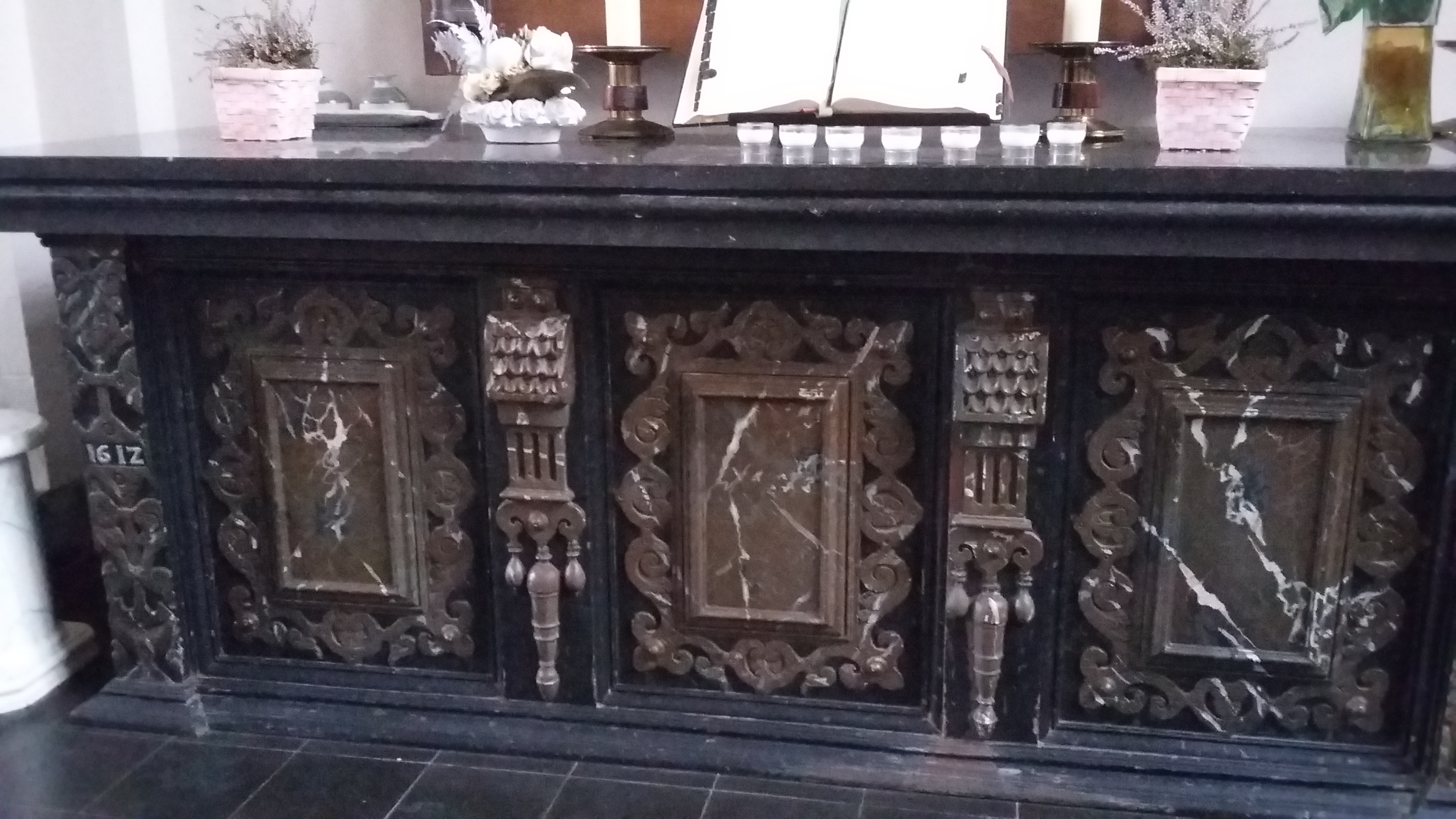
Eiken communiebank uit 1612 in de kerk van Linkhout. In 1965 verbouwd tot altaar.

## Demografische ontwikkeling
- Bronnen:NIS, Opm:1831 tot en met 1970=volkstellingen; 1976 = inwoneraantal op 31 december

## Bezienswaardigheden
- Sint-Trudokerk, een neoclassicistisch bouwwerk uit 1846 en 1904.

## Natuur en landschap
Linkhout is gelegen in het noorden van vochtig-Haspengouw. Het is nog betrekkelijk vlak en het hoogste punt bedraagt 41 meter.
Linkhout ligt in de vallei van de Demer, die omgeven is door hooilanden, welke regelmatig overstroomden: Het Schulensbroek. Om deze overstromingen in de hand te houden, en om zand te winnen voor de aanleg van de E314, werd het Schulensmeer gegraven. Dit is het grootste binnenmeer van Vlaanderen en ligt op het grondgebied van Linkhout, Herk-de-Stad en Halen. Samen met het Schulensbroek vormt dit een natuurgebied van 200 ha. Op het grondgebied van Linkhout bevindt zich sinds 1999 ook het bezoekerscentrum van dit gebied.

## Geboren
- Rik Clerckx (31 augustus 1936 – 19 december 1985), atleet

## Nabijgelegen kernen
Zelem, Halen, Lummen